# Bogusław Kośmider (samorządowiec)
Bogusław Andrzej Kośmider (ur. 7 października 1959 w Krakowie) – polski ekonomista, samorządowiec i polityk, długoletni krakowski radny, w latach 2010–2018 przewodniczący Rady Miasta Krakowa, od 2018 do 2024 wiceprezydent Krakowa.

## Życiorys
Był harcerzem i instruktorem harcerskim, uzyskał stopień harcmistrza. Ukończył automatykę na Akademii Górniczo-Hutniczej, a także podyplomowe studia z zakresu zarządzania i bankowości na Akademii Ekonomicznej w Krakowie. Pracował w krakowskich spółkach oraz na dyrektorskich stanowiskach w Invest-Banku, Deutsche Banku 24, Banku Współpracy Regionalnej i innych. Później został dyrektorem oddziału banku BISE w Krakowie.
W latach 1993–2005 należał do Unii Wolności, następnie przeszedł do Platformy Obywatelskiej. W 2012 został przewodniczącym krakowskiej PO (po odejściu posła Łukasza Gibały do Ruchu Palikota).
W Radzie Miasta Krakowa po raz pierwszy zasiadł w 1994, pełnił funkcję przewodniczącego komisji promocji. W trzech kolejnych kadencjach do 2009 pełnił funkcję wiceprzewodniczącego. W 2010 po raz kolejny ubiegał się z powodzeniem o reelekcję, otrzymując w swoim okręgu wyborczym 5331 głosów, po czym został powołany na przewodniczącego rady VI kadencji. W 2014 utrzymał mandat radnego VII kadencji, pozostając przewodniczącym rady miasta.
Również w 2018 został wybrany na radnego miejskiego, kandydując z listy Obywatelski Kraków (porozumienia klubu Przyjazny Kraków Jacka Majchrowskiego i Koalicji Obywatelskiej). W listopadzie 2018 objął stanowisko zastępcy prezydenta Krakowa, odchodząc w konsekwencji z rady miejskiej. W 2024 z ramienia KO ponownie uzyskał mandat radnego, rezygnując następnie z funkcji wiceprezydenta. Złożył mandat radnego jeszcze w tym samym roku w związku z powołaniem na prezesa zarządu Krakowskiego Holdingu Komunalnego.

## Odznaczenia
- Krzyż Kawalerski Orderu Odrodzenia Polski (2015)[12][13]
- Krzyż Honorowy Związku Harcerstwa Rzeczypospolitej – Pro Amico (2023)[14]

## Wyniki wyborcze
| Wybory | Komitet wyborczy | Komitet wyborczy                                                        | Organ                             | Okręg | Wynik         |
| ------ | ---------------- | ----------------------------------------------------------------------- | --------------------------------- | ----- | ------------- |
| 1994   |                  | Koalicja Krakowska „Twoje Miasto”                                       | Rada Miasta Krakowa II kadencji   | nr 2  | 1836 (17,17%) |
| 1998   |                  | Koalicja UW, UPR, RIO                                                   | Rada Miasta Krakowa III kadencji  | nr 1  | 3519 (10,82%) |
| 2002   |                  | KWW „Twoje Miasto” Obywatelski Komitet Wyborczy Wyborców Józefa Lassoty | Rada Miasta Krakowa IV kadencji   | nr 1  | 1880 (6,92%)  |
| 2006   |                  | Platforma Obywatelska                                                   | Rada Miasta Krakowa V kadencji    | nr 4  | 2968 (6,61%)  |
| 2010   |                  | Platforma Obywatelska                                                   | Rada Miasta Krakowa VI kadencji   | nr 4  | 5331 (18,14%) |
| 2014   |                  | Platforma Obywatelska                                                   | Rada Miasta Krakowa VII kadencji  | nr 4  | 4125 (9,46%)  |
| 2018   |                  | KWW Jacka Majchrowskiego – Obywatelski Kraków                           | Rada Miasta Krakowa VIII kadencji | nr 4  | 5957 (13,21%) |
| 2024   |                  | Koalicja Obywatelska                                                    | Rada Miasta Krakowa IX kadencji   | nr 4  | 3351 (8,13%)  |